# Regarde les hommes nager
Pour plus de détails, voir Fiche technique et Distribution.
Regarde les hommes nager (Swimming with Men) est un film britannique réalisé par Oliver Parker, sorti en 2018.

## Synopsis
Un homme en pleine crise de la quarantaine décide de rejoindre une équipe de natation synchronisée masculine.

## Fiche technique
- Titre : Regarde les hommes nager
- Titre original : Swimming with Men
- Réalisation : Oliver Parker
- Scénario : Aschlin Ditta
- Musique : Charlie Mole
- Photographie : David Raedeker
- Montage : Liana Del Giudice
- Production : Stewart Le Marechal, Anna Mohr-Pietsch et Maggie Monteith
- Société de production : Met Film Production, Dignity Film Finance, Shoebox Films, Amp Film, Kerris Films et Umedia
- Pays :  Royaume-Uni
- Genre : Comédie dramatique
- Durée : 96 minutes
- Dates de sortie : 
  -  Royaume-Uni : 6 juillet 2018
  -  France : 25 juillet 2018

## Distribution
- Rob Brydon : Eric Scott
- Rupert Graves : Luke
- Thomas Turgoose : Tom
- Adeel Akhtar : Kurt
- Jim Carter : Ted
- Daniel Mays : Colin
- Ronan Daly : New Guy
- Chris Jepson : Silent Bob
- Spike White : Billy
- Nathaniel Parker : Lewis
- Jane Horrocks : Heather Scott
- Denise Stephenson : Tipsy Woman
- Robert Daws : Michael Blore
- Charlotte Riley : Susan
- Andrew Knott : Alan
- Stephen Patten : l'ami d'Alan
- Christian Rubeck : Jonas

## Distinctions
Peter Bradshaw pour The Guardian a donné au film la note de 3/5.